# Carmelo Isgrò
Carmelo Isgrò (Milazzo, 22 dicembre 1985) è un biologo italiano.
È noto per aver fondato il MuMa Museo del Mare Milazzo dopo aver scarnificato un Capodoglio morto a causa dell'uomo di 10 tonnellate poi da lui stesso ricostruito.
Conosciuto in ambito nazionale e internazionale per il suo impegno nella tutela dell'ambiente marino, è stato nominato Cavaliere del Mare
È un SEA BEYONDer PRADA e UNESCO-COI   un progetto del Gruppo Prada condotto in partnership con la Commissione Oceanografica Intergovernativa dell’UNESCO (UNESCO-COI) con l’obiettivo di creare consapevolezza sulla preservazione dell’oceano e la sua sostenibilità
Carmelo Isgrò è noto per indossare abitualmente una caratteristica "berretta rossa".

## Biografia

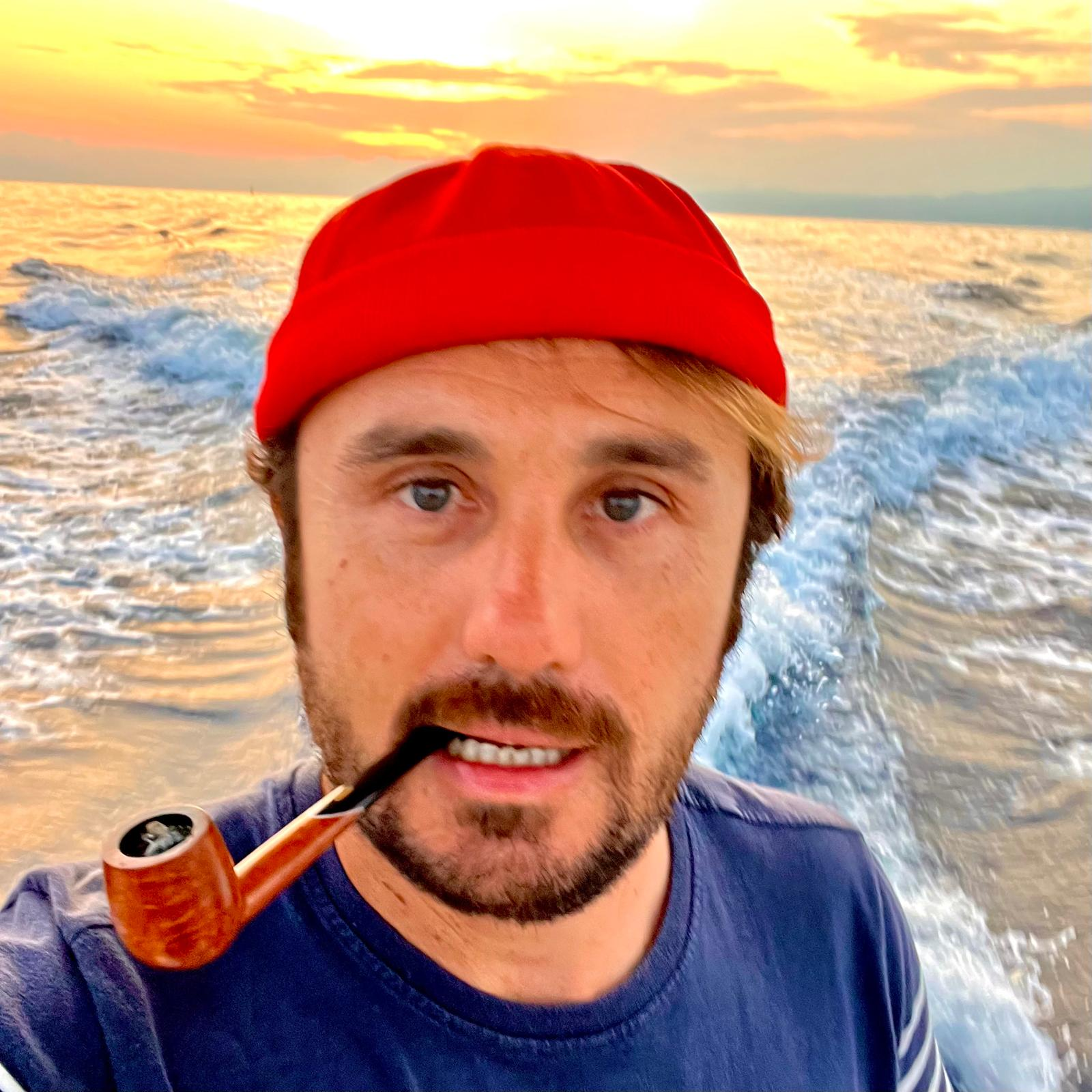
Carmelo Isgrò e la sua caratteristica Berretta rossa

È nato e cresciuto a Milazzo ed ha sviluppato fin da giovanissimo una profonda passione per il mare. Laureato in biologia e biochimica, è membro del Comitato Tecnico Scientifico del Museo della Fauna dell'Università degli Studi di Messina. Collabora con diverse università, enti di ricerca e associazioni.
Istruttore federale di vela (FIV), istruttore di scuba diving (PADI) e di apnea (FIPSAS-CMAS), fondatore e responsabile del Capo Milazzo Diving Center
Autore del libro "Guida alla natura di Capo Milazzo"
Nel 2015 si laurea vice Campione italiano di fotografia subacquea
Nel 2019 ha partecipato come oratore al TED.
Ha attraversato a nuoto lo Stretto di Messina con legato al suo corpo una zavorra costituita da rifiuti di plastica: "Una metafora dell'uomo moderno che si deve portare nel futuro questo peso rappresentato dalla plastica"

## Attività e progetti

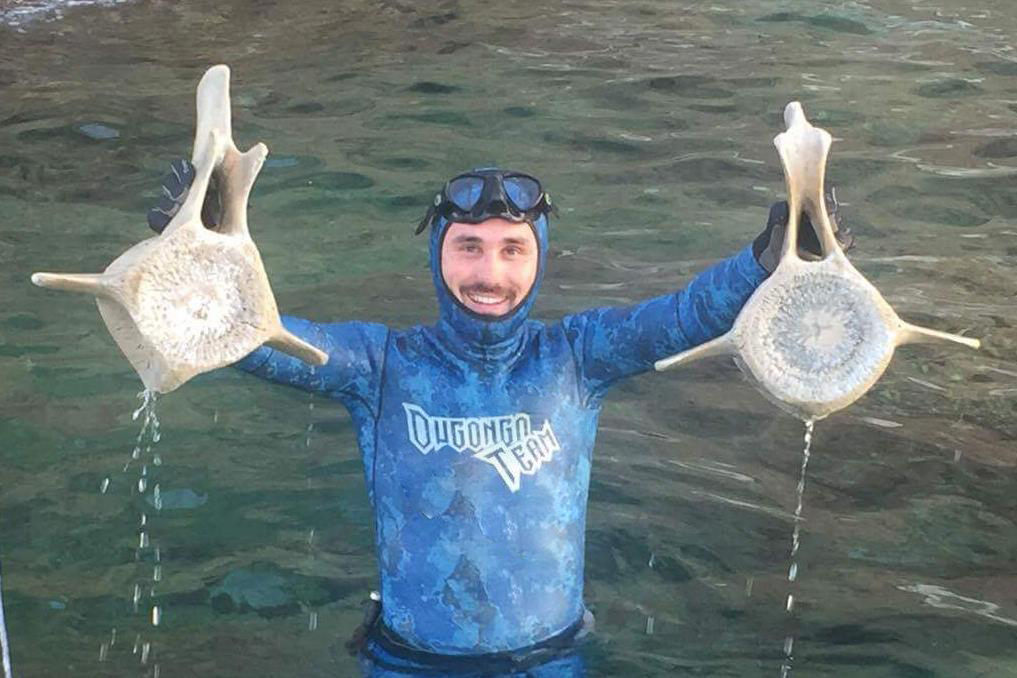
Carmelo Isgrò con le ossa del Capodoglio da lui recuperato.

Oltre che a dirigere il MuMa Museo del Mare Milazzo, Carmelo Isgrò è l'ideatore del Cassiopea projectovvero un progetto di recupero di una barca a vela storica, denominata "Cassiopea", interamente di legno che solca il Mar Mediterraneo divulgando le bellezze del Mare Nostrum per valorizzarle e proteggerle.
Cassiopea è stata presentata lunedì 30 settembre 2024, durante la 37esima America’s Cup, al Porto Olimpic di Barcellona, sede di una edizione speciale dell’Ocean&Climate Village che è parte della partnership tra Unesco e Luna Rossa Prada Pirelli
L’obiettivo principale del Cassiopea Project è sensibilizzare sul tema della sostenibilità e sulla salvaguardia degli ecosistemi marini, in linea con il programma del “Decennio del Mare” delle Nazioni Unite. La barca a vela, infatti, sarà un simbolo itinerante del messaggio del Capodoglio Siso (morto a causa della plastica ingerita e di una rete illegale che si era impigliata attorno alla sua pinna caudale) e del MuMa, fondato attorno allo scheletro di questo straordinario animale.

## Riconoscimenti
È stato insignito del premio EU4Ocean dalla DG Mare della Commissione Europea
È stato nominato Cavaliere del Mare
Nel 2022 ha partecipato alla Conferenza delle Nazioni Unite sugli oceani dell'ONU, presentando il progetto Let's digitize Muma, realizzato in partnership con UNESCO e il gruppo Prada.